# 阿什利 (密歇根州)
阿什利（英語：Ashley）是位於美國密歇根州格拉希厄特縣的一個村。

## 人口
根據2020年美國人口普查的數據，阿什利的面積為1.77平方千米，當中陸地面積為1.74平方千米，而水域面積為0.03平方千米。當地共有人口508人，而人口密度為每平方千米287人。